# Смерть в небольших дозах
«Смерть в небольших дозах» (англ. Death in Small Doses) — фильм нуар режиссёра Джозефа М. Ньюмана, который вышел на экраны в 1957 году.
Фильм рассказывает о расследовании серии смертей водителей-дальнобойщиков, погибших во время рейса в результате передозировки амфетамина, который они используют как «лекарство против сна». С целью раскрытия сети незаконных поставок амфетамина водителям федеральный агент (Питер Грейвс) устраивается дальнобойщиком в одну из транспортных фирм, вскоре разоблачая преступную группу, торгующую амфетамином.
Несмотря на весьма скромный бюджет картины и аффектированный характер подачи материала, критика в целом восприняла фильм как занимательный, чему во много способствовала игра Питера Грейвса и в особенности Чака Коннерса в роли постоянно находящегося под амфетаминами водителя-хипстера.

## Сюжет
Водитель грузовика в Аризоне ночью несётся по трассе, и, чтобы не уснуть, принимает таблетки амфетамина, известные среди водителей как «бенни». От таблеток у него начинаются галлюцинации, он вылетает с дороги и разбивается насмерть. После серии подобных инцидентов в Вашингтоне проходит совещание, на котором следователь Управления по санитарному надзору за качеством пищевых продуктов и медикаментов Министерства здравоохранения и социальных служб США Том Кейлер (Питер Грейвс) получает задание выявить каналы нелегальной поставки амфетаминов водителям-дальнобойщикам. Под видом ученика водителя Том приезжает в Лос-Анджелес, где селится в общежитии для дальнобойщиков и получает место в одной из транспортных компаний. В общежитии он знакомится с его хозяйкой Вэл Оуэнс (Мала Пауэрс), привлекательной молодой вдовой, муж которой был водителем. Он также знакомится с молодым хипстером Минком Рейнольдсом (Чак Коннорс), который живёт в соседней комнате и работает в той же транспортной компании. Чрезмерная весёлость и оживлённость Минка наводит Тома на мысль, что тот находится под воздействием какого-то вещества. На следующее утро Том вместе с опытным водителем Уолли Морсом (Рой Энджел) выезжает в свой первый рейс в Портленд, штат Орегон. На выезде из Калифорнии Уолли делает запланированную остановку на станции обслуживания Данка Клейтона (Роберт Б. Уильямс), а затем продолжает поездку. В дороге Уолли рассказывает Тому о том, что многие водители принимают «бенни», и недавно это привело к очередной аварии со смертельным исходом. Когда Том говорит, что думал, что таблетки можно получить только по рецепту, Уолли объясняет, что достать их совсем не сложно, более того, он признаёт, что сам иногда принимает их. Уолли хочет прекратить этот смертельный бизнес и найти поставщиков таблеток. Однако, поскольку у него нет доказательств, он не обращается в полицию, и попытается провести самостоятельное расследование. Ближе к ночи Уолли и Том останавливаются у кафе для дальнобойщиков, где встречают Минка, который пребывает в ещё более взведённом состоянии. На вопрос Тома, где тот берёт таблетки, Минк советует обратиться к официантке Эми Филлипс (Мерри Андерс), однако она утверждает, что у неё нет никаких таблеток. По возвращении из рейса Том приходит в общежитие, где Вэл представляет ему своего знакомого Стива Хаммелла (Гарри Лоутер). Вечером Минк уговаривает Тома пойти в танцевальный зал, где под воздействием таблеток танцует и гуляет всю ночь. На следующее утро в автопарке Том видит, как один из мастеров Шаг Грэндон (Джон Диркес) под влиянием таблеток приходит в разъярённое состояние, набрасывается с инструментом на людей, а затем замертво падает. Уолли, который хорошо знал Шага, начинает расследование его смерти, пытаясь разобраться с поставками амфетамина. Во время очередного рейса за грузовиком Уолли и Тома следует машина. Пока Том спит, Уолли делает остановку у Данка и выходит из грузовика. Двое человек, которые ехали следом, отводят Уолли за грузовик и дубиной забивают его до смерти. Проснувшийся Том бросается Уолли на выручку, однако нападавшие успевают скрыться на машине. Том и Вэл вместе возвращаются с похорон Уолли, после чего Вэл приглашает Тома выпить с ней кофе, и дальнейший разговор их заметно сближает. На следующее утро Том должен уходить в рейс вместе с Минком. Когда они добираются до кафе, Том находит Эми, требуя от неё признать своё участие в торговле «бенни» и назвать имя поставщика таблеток. Эми, которая сама употребляет «бенни», под давлением Тома соглашается назвать ему имя поставщика, когда Том заедет на обратном пути. Однако, когда Том возвращается, владелец кафе говорит ему, что Эми неожиданно уехала в неизвестном направлении. По возвращении Тома в пансион, он приглашает Вэл в ресторан, однако она с сожалением отказывается, так как вынуждена по делам уехать вместе с Хэммелом.
Утром Том ждёт Минка который опаздывает на рейс. В последний момент тот приезжает в парк прямо с танцплощадки в явно взведённом состоянии в компании своих друзей. Сев за руль грузовика, Минк совершает опасные манёвры, несколько раз едва не попадая в аварию, но при этом продолжая употреблять «бенни». Когда они добираются до кафе, владелец заведения передаёт Тому письмо от Эми, в котором та сообщает, что сбежала из страха и называет имя поставщика как «мистер Браун», который работает на известную фармацевтическую компанию. Тем временем Минк, который принял ещё несколько таблеток, хватает жену владельца кафе и пытается с ней танцевать. Когда та отказывается, Минк окончательно теряет контроль над собой, а когда его пытаются унять, он падает и теряет сознание. Придя в себя, Минк незаметно крадёт нож и отправляется в кабину грузовика, где ложится спать. Когда они выезжают на трассу, у Минка начинаются галлюцинации, он выхватывает нож и пытается убить Тома. Тому удаётся остановить грузовик и справиться с Минком, которого он отвозит в психиатрическую клинику. Там Минка приводят в чувства, однако он не может ничего вспомнить о том, что произошло в течение нескольких последних часов. Врач говорит, что в крови Минка обнаружено содержание амфетамина, смертельное для многих, и что ему придётся провести несколько дней в больнице. В конце концов, Минк соглашается назвать Тому своего поставщика, и к своему удивлению Том узнаёт, что это Данк, который является уважаемым человеком в водительской среде и другом Уолли. Том приезжает к Данку и сообщает ему, что готов сделать закупку крупной партии «бенни». После некоторого размышления Данк соглашается продолжить этот разговор, а после ухода Тома кому-то звонит. Когда Том возвращается в общежитие и отправляется в душ, Вэл заходит в комнату Тома и обыскивает его вещи, находя в кармане куртки письмо Эми. Когда Том спускается на первый этаж общежития, его окружают Вэл, Хаммел, Данк и неизвестный человек с оружием в руке. Том понимает, что под именем «мистер Браун» скрывается Хаммел, а Вэл является его сообщницей, и обвиняет всю банду в незаконной торговле амфетаминами. После этого трое мужчин под дулом пистолета сажают Тома в машину и вывозят в пустынное место, где собираются его убить. Данк не хочет принимать участие в убийстве, однако Хаммел приказывает ему взять лопату и копать могилу. В этот момент Том предупреждает Данка, что Хаммел убьёт и его, так как тот много знает. Данк не выдерживает и бьёт Хаммела лопатой по голове, и, воспользовавшись замешательством, Том нападает на человека с пистолетом. В драке они вместе скатываются со склона, и Том одерживает верх. В этот момент поднимается Хаммел, и, взяв пистолет, собирается застрелить Тома. Однако Данк успевает выстрелить первым, убивая Хаммела, после чего бросает своё оружие Тому. Том возвращается в общежитие, где Вэл ожидает Хаммела. С удивлением увидев Тома, она пытается подкупить его, а затем говорит, что они ещё могут быть вместе. Когда Том категорически отказывается, она бьёт Тома и пытается бежать, однако в коридоре её задерживают двое сотрудников полиции.

## В ролях
- Питер Грейвс — Том Кейлор
- Мала Пауэрс — Вэл Оуэнс
- Чак Коннорс — Минк Рейнольдс
- Мерри Андерс — Эми Филлипс
- Рой Энджел — Уолли Морс
- Роберт Б. Уильямс — Данк Клейтон
- Гарри Лоутер — Стив Хэммел
- Пит Куи — Пейсон
- Роберт Кристофер — Ленни Оуэнс

## Создатели фильма и исполнители главных ролей
По словам историка кино Джона Миллера, самым известным фильмом режиссёра Джозефа М. Ньюмана была научно-фантастическая картина «Этот остров Земля» (1955). В общей сложности за свою карьеру Ньюман поставил 26 фильмов, среди них фильмы нуар «Брошенная» (1949), «711 Оушен Драйв» (1950) и «Опасный круиз» (1953).
Как далее отмечает Миллер, к моменту выхода фильма в 1957 году актёр Питер Грейвс снимался в кино уже шесть лет. За это время он проделал интересную карьеру, играя ключевые роли второго плана в нескольких важных, престижных картинах, в том числе, роль раздражительного сержанта Прайса в военной комедии Билли Уайлдера «Лагерь для военнопленных № 17» (1953), а также роль тюремного заключённого, который даёт ход повествованию, в фильме нуар Чарльза Лоутона «Ночь охотника» (1955). Одновременно Грейвс сыграл главные роли в нескольких малобюджетных научно-фантастических фильмах, среди которых «Красная планета Марс» (1952), «Убийцы из космоса» (1954), «Оно захватило мир» (1956) и «Начало конца» (1957). Эти фильмы, по словам Миллера, и «сегодня вспоминают с удовольствием». Однако наибольшего признания Грейвс добился позднее в роли руководителя сверхсекретной службы IMF в приключенческом телесериале «Миссия невыполнима» (1966—1973). Эта роль принесла Грейвсу «Золотой глобус» и ещё две номинации на «Золотой глобус» как лучшему актёру в драматическом телесериале, а также номинацию на праймтайм «Эмми».
Мала Пауэрс за время своей кинокарьеры снялась в 28 фильмах, среди который историческая комедия «Сирано де Бержерак» (1950), которая принесла ей номинацию на «Золотой глобус», а также фильмы нуар «Оскорбление» (1950), «Край гибели» (1950) и «Город, который никогда не спит» (1953).
На рубеже 1940—1950-х годов Чак Коннорс был профессиональным баскетболистом, а затем и бейсболистом, после чего с 1952 года вплоть до своей смерти в 1992 году проработал актёром. Более всего он известен своими работами на телевидении. В частности, в 1958—1963 годах он играл главную роль в вестерн-телесериале «Стрелок», за которым последовали главные роли в криминальном сериале «Арест и судебное разбирательство» (1963—1964), вестерн-сериале «Заклеймённый» (1965—1966) и приключенческом сериале «Ковбой в Африке» (1967—1968) .

## История создания фильма
В основу сценария фильма, который написал Джон Макгриви, была положена статья «Смерть в небольших дозах», которую опубликовал Артур Л. Дэвис в журнале Saturday Evening Post 21 января 1956 года.
Как написал Миллер, в 1956 году тему «злоупотребления лекарствами» первым поднял режиссёр Николас Рэй в своей «богатой и острой» мелодраме студии Twentieth Century Fox «Больше, чем жизнь» (1956). Хотя тот фильм получил отличные отзывы критики, однако не имел успеха в прокате. Второй картиной на эту тему стала «Смерть в небольших дозах» (1957), которая была произведена на бедной студии Allied Artists. Она заметно отличалась от фильма Рэя как по жанру, так и по тональности, а её действие происходило в среде рабочего класса водителей-дальнобойщиков.
Во вступительных титрах картины указано: «Ничто в этой картине не направлено на преуменьшение значимости лекарства „амфетамин“, когда оно используется правильно по рецепту врача. Однако, как и в отношении любого другого лекарства, если его принимать в чрезмерных количествах, последствия могут быть катастрофическими».

## Оценка фильма критикой
После выхода на экраны фильм остался практически не замеченным критикой, однако современные киноведы обратили на него внимание. Как, в частности, написал Миллер, «фильм выполнен в разоблачительном стиле и напоминает дешёвую поделку предыдущих десятилетий, замаскированную под картину с общественной значимостью», подобно фильму об опасностях марихуаны «Косяковое безумие» (1936)". Историк кино Майкл Кини назвал его «увлекательной и очень аффектированной картиной категории В с Коннорсом, который выдаёт невероятно гиперактивную игру». В рецензии журнала TV Guide отмечено, что «на момент выхода на экраны это был, предположительно, важный фильм с „посланием“», однако ныне смотрится как «истерический вой». По мнению автора статьи, «это обязательное зрелище для поклонников культового малобюджетного кино», особенно благодаря Коннорсу, который «великолепен в роли сидящего на таблетках дальнобойщика». Сандра Бреннан отметила «антинаркотическую» направленность картины, далее написав, что «хотя изначальное намерение фильма было очень серьёзным, в итоге он добился популярности у поклонников эксплуатационных и культовых фильмов».

## Оценка актёрской игры
Миллер обращает особое внимание на игру Чака Коннорса. Как пишет критик, "сценарий предъявляет актёру необычное требование — Минк Коннорса проводит весь фильм на заводе от «бенни», и ему достаётся довольно много экранного времени, где он изображает непоколебимого хипстера. И выбор его на роль был умным решением — создаётся ощущение, что Минк поглотил достаточно амфетаминовых таблеток, чтобы убить нормального человека, но Коннорс с его впечатляющим ростом 196 см и атлетической фигурой предстаёт личностью, постоянно настроенной превзойти самого себя. Он «становится кошмаром на дороге, после того, как гуляет всю ночь и приезжает на работу утром с очередной тусовки на кабриолете в стильной гавайской рубахе и в сопровождении двух девиц. Увидев Минка однажды, его трудно забыть». Хотя Грейвс также хорош и интересен в этой картине, «однако именно Коннорс проносится по ней в головокружительном стиле». Как заключает Миллер, «наблюдая за тем, как такие симпатичные актеры, как Грейвс и Коннорс, произносят свой текст и держатся в кадре в этом, в остальном весьма предсказуемом средненьком фильме, понимаешь, на что именно рассчитывают киноманы, когда смотрят такую малобюджетную продукцию».